# Hugó Feleky
Hugó Feleky (Hugo Feleki, ur. 14 marca 1861 w Lovasberény, zm. 20 sierpnia 1932 w Budapeszcie) – węgierski lekarz, urolog. Studiował na Uniwersytecie w Budapeszcie, studia ukończył w 1885 roku. Od 1898 Privatdozent chorób układu moczowo-płciowego w Budapeszcie.

## Wybrane prace
- A húgycső betegségeinek urethroskópiai kórjelzése és orvoslása. Budapest, 1916